# Hispanocentrisme

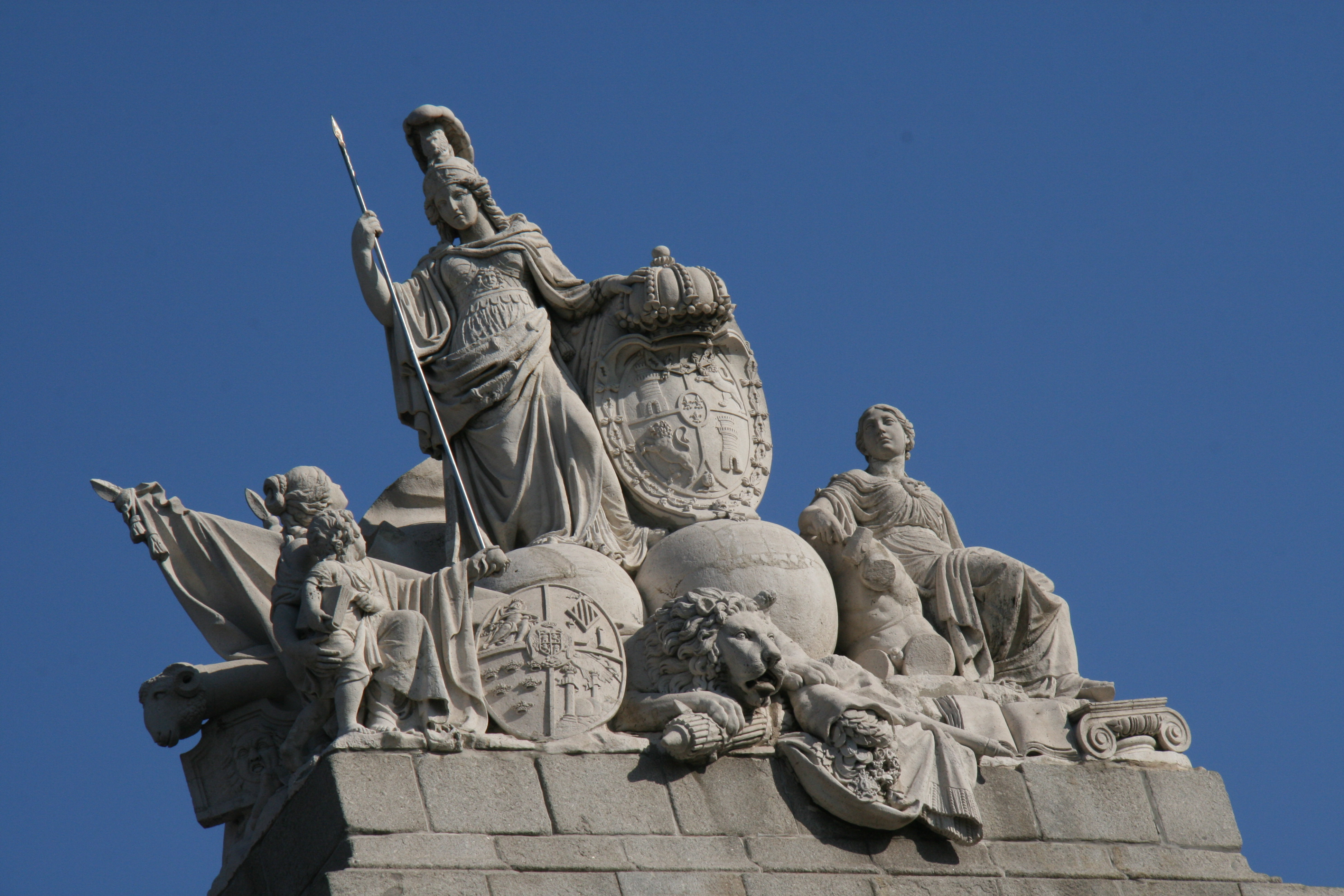
«Hispania» a la porta de Toledo a Madrid

L'hispanocentrisme o castellanocentrisme és una actitud etnocèntrica que descriu, estudia i avalua qualsevol fenomen des de l'òptica d'Espanya, de la terra i la parla castellanes (en el sentit més estricte) o des de la visió del món llatinoamericà (hispànic, en el sentit més ampli). És una forma d'eurocentrisme, que va trobar una nova envolada sota el franquisme. L'hispanocentrisme, com l'eurocentrisme, arrela en el Renaixement, quan es va tornar a venerar la cultura grecollatina, tot ignorant l'aportació africana (Egipte, Cartago) o asiàtica (Sumèria, Assíria, Pèrsia, Índia o Xina). A la península ibèrica, l'eurocentrisme va tenir el seu apogeu als segles xvii i xviii, part d'una doctrina de superioritat religiosa i racial.
Més recentment, es veu la mateixa tendència en la historiografia d'estats com ara les Filipines, que mostren una barreja d'anglocentrisme i d'hispanocentrisme. Aquesta circumstància es repeteix en la historiografia de l'Amèrica Llatina o de Catalunya —en països o territoris en els quals la història ha estat reescrita com si hagués començat amb l'ocupació hispànica. Des del començament de la colonització europea d'Amèrica, «la idea és que els indígenes han de ser incorporats en el món europeu, amb la seva cosmovisió i religió, que han de ser civilitzats i evangelitzats». Actituds similars han caracteritzat l'expansió a les illes asiàtiques. La paraula «descobriment d'Amèrica» és un exponent d'aquesta actitud, puix que «res no es va descobrir, ja hi havien estat els vikings, els amerindis de l'Àsia, etc. El problema és aquesta mentalitat eurocentrista i hispanocentrista que recicla el pensament neocolonial, basat en una superioritat moral». El rei d'Espanya, Felip VI, en reiterar la idea etnocèntrica de la colonització espanyola ‘civilitzadora’ de l'illa de Puerto Rico, va obrir una polèmica, ja que molts historiadors contemporanis de fora de la península ibèrica la consideren com obsoleta, tot i encara troba defensors a Espanya. Ja en la dècada del 1960, diversos historiadors de fora de la península Ibèrica criticaren l'hispanocentrisme de la historiografia espanyola.
Un fenomen semblant es fa palès en la filologia i en la lexicografia: el Diccionario de la lengua española de la Reial Acadèmia Espanyola va trigar molt abans incorporar-hi mots de l'Amèrica Llatina i de tractar les acadèmies dels altres països d'igual a igual. Alguns autors llatinoamericans troben la mateixa denominació de la llengua «espanyola» com una nomenclatura hispanocèntrica i advoquen per a la reformulació del concepte «llengua hispanoamericana» —per tal de reflectir que només uns 10% dels seus parlants viuen a Espanya. Segons Dario Villanueva, aleshores president de l'Associació d'Acadèmies de la Llengua Espanyola (2016), «no es pot sotmetre la llengua a la tirania hispanocentrista». A l'actualització del 2021, el mot hispanocentrismo no fou inclòs al Diccionario de la lengua española, per bé que eurocentrismo s'hi va afegir amb la definició de «tendència a considerar els valors culturals, socials i polítics de tradició europea com models universals».
Un hispanocentrisme contemporani considerat com a quotidià al periodisme són els mapes meteorològics que, en diverses ocasions, simplifiquen i converteixen Espanya en una mena d'illa que exclou Portugal i que presenta les precipitacions al Pirineu com si França no hi fos al costat.